# Mantophryne
Mantophryne är ett släkte av groddjur. Mantophryne ingår i familjen Microhylidae.
Kladogram enligt Catalogue of Life:
| Mantophryne | \| \| Mantophryne infulata \| \| \| \| \| \| Mantophryne lateralis \| \| \| \| \| \| Mantophryne louisiadensis \| \| \| \| |
|             | \| \| Mantophryne infulata \| \| \| \| \| \| Mantophryne lateralis \| \| \| \| \| \| Mantophryne louisiadensis \| \| \| \| |
|             | Mantophryne infulata |
|             | |
|             | Mantophryne lateralis |
|             | |
|             | Mantophryne louisiadensis                                                                                                  |
|             | |